# تفجير مسجد براثا
كان تفجير مسجد براثا بمثابة تفجير انتحاري ثلاثي وقع في 7 أبريل 2006 في بغداد وأسفر عن مقتل 85 شخصًا وجرح 160 آخرين.

## الهجمات
بينما كان المصلون يغادرون مسجد براثا، وهو مسجد شيعي رئيسي في بغداد، بعد صلاة الجمعة، فجر واحد من ثلاثة مفجرين انتحاريين، اثنان من الثلاثة كانوا يرتدون ملابس النساء، نفسه بعد مروره في نقطة تفتيش أمنية للمرأة، ودخوله المسجد. فجر الانتحاري الثاني نفسه داخل فناء المسجد وفجر الانتحاري الثالث نفسه داخل مكتب جلال الدين الصغير، وهو عضو في مجلس النواب العراقي، في محاولة لاغتياله. ومع ذلك، فإن الصغير لم يصب بأذى في الهجوم.
في النهاية تمكن المفجرون الثلاثة من قتل 85 شخصًا وإصابة 160.

## روابط خارجية
- مقتل العشرات في هجوم على مسجد بالعراق بي بي سي نيوز